# توماس ر. ميتكالف
توماس ر. ميتكالف (بالإنجليزية: Thomas R. Metcalf)‏ هو مؤرخ أمريكي، ولد في 31 مايو 1934 في نيويورك في الولايات المتحدة.